# Никола Чиков
Никола Чиков Монов е участник в Съпротивителното движение по време на Втората световна война. Български партизанин от Войнишки партизански батальон „Христо Ботев“.

## Биография
Никола Чиков е роден на 22 октомври 1919 г. в с. Драгана, Ловешко. Учи в Смесена гимназия „Цар Борис III“ гр. Ловеч. Тук е активен член на РМС. След завършване на средно образование е студент в Агрономическия факултет на Софийския университет (1938). Активен член на БОНСС. След дипломирането си отбива редовна военна служба.
Участва в Съпротивителното движение по време на Втората световна война. През 1943 г. е мобилизиран в 52- и Пехотен полк на I- и Окупационен корпус в Сърбия. Дезертира и е партизанин в отряд на ЮНОА. Участва в бойни акции срещу части на Вермахта.
При сформирането на Войнишкия партизански батальон „Христо Ботев“ е включен в неговия състав. С батальона участва в похода на Втора софийска народоосвободителна бригада от с. Кална, Трънско до поречието на р. Искър в Стара планина. Бие се и оцелява в сражението с армейски подразделения при с. Батулия. След разбиването на батальона в състава на малка група се насочва към гр. София. Предаден е в околностите на с. Биримирци, Софийско. На 6 юни 1944 г. е разстрелян край с. Долни Богров, Новоселско.